# Fliegerkosmonaut
Der Begriff Fliegerkosmonaut steht für einen Kosmonauten, der einen entsprechenden Ehrentitel seines Heimatlandes erhalten hat.
Es gibt unter anderem die folgenden Auszeichnungen:
- Fliegerkosmonaut der Sowjetunion
- Fliegerkosmonaut der Russischen Föderation
- Fliegerkosmonaut der Deutschen Demokratischen Republik
- Fliegerkosmonaut der ČSSR[1]

Der Dokumentarfilm Fliegerkosmonauten aus dem Jahr 2009 porträtiert zehn nicht sowjetische Kosmonauten, die im Rahmen des Interkosmosprogramms der sowjetischen Raumfahrt an einer Weltraumexpedition teilnahmen und so zum ersten Raumfahrer ihres jeweiligen Heimatlandes wurden. Sie werden auch als Interkosmonauten bezeichnet.